# 魔物獵人攜帶版2nd G
《魔物獵人攜帶版2nd G》是於2008年3月27日在日本發佈的一個魔物獵人系列遊戲，其平台為PlayStation Portable。之後此遊戲推出移植版本Playstation Vita，並在Playstation Store上發售。2014年5月，卡普空在iOS平台發布了本作的移植版；加強了遊戲貼圖的精细度並為觸控螢幕提供了新的操作模式。

## 概述
《魔物獵人攜帶版2nd G》是《魔物獵人攜帶版2nd》的加強版，並且於2008年3月27日在日本發佈。於2008年东京电玩展中，卡普空宣佈此遊戲將會於2009年春在北美以「魔物獵人 自由聯合」之名發佈。於2009年遊戲開發者大會中，卡普空宣佈此遊戲將會於2009年6月23日北美發佈。
卡普空之後宣佈《魔物獵人攜帶版2nd G》PlayStation Portable套裝將會於歐洲發售。隨後，卡普空歐洲新聞中心指出這個套裝將會包含一個以魔物獵人作為造型設計的PlayStation Portable，以及一套遊戲。
而在日本方面，卡普空亦發售一個《魔物獵人攜帶版2nd G》PlayStation Portable套裝。這個套裝包括一套遊戲、一條背帶、以及一個磨砂青銅PlayStation Portable。除了這個套裝外，預訂了此遊戲的玩家亦能獲得一黑色的，毛茸茸的背帶。卡普空指出這條背帶代表遊戲中的「迅龍」。

## 新元素
《魔物獵人攜帶版2nd G》比起前作《魔物獵人攜帶版2nd》擁有更多任務、裝備及怪物種類，又新增了隨從貓此新元素。另外，遊戲首次引進G級任務，提高了遊戲的整體難度，而玩家亦能選擇7至9星任務。武器的鋒利度亦由白色提升至紫色。

## 歐美推廣活動
卡普空於2008年7月3日和9月1日期間在倫敦查令十字舉行了一個推廣活動，並供所有玩家一起參與狩獵。於2009年5月21日，卡普空在其網站上發佈了一個《魔物獵人攜帶版2nd G》試玩版，其平台為PlayStation Portable。這個試玩版提供完整的武器列表，並會讓玩家在三隻隨從貓中選擇一隻，再讓玩家完成三個任務。

## 評價與銷售
《魔物獵人攜帶版2nd G》獲得的評價大部份都是正面的。IGN和Eurogamer都給予本作8/10分，而Eurogamer的丹·皮爾遜則指出「本作會令魔物獵人系列的愛好會興奮不已，而本作的新元素之多亦足以令已購買《魔物獵人攜帶版2nd》的玩家購買本作。」但GameSpot僅給予本作6.5分。他們指出本作存在鏡頭問題，沒有鎖定怪物的設定，並缺乏線上遊戲模式。
《魔物獵人攜帶版2nd G》在日本獲得了巨大的成功。本作在首發日中即售出了69萬套遊戲，並在發佈後一周裡售出了150萬套遊戲。於2009年7月8日，本作已售出了350萬套遊戲。於2010年3月31日，售出的遊戲總數突破400萬套。可是，《魔物獵人攜帶版2nd G》在日本國外銷情慘淡。本作在推出後首個月期間在日本國外僅售出了6.3萬套遊戲。截至2013年4月2日，本作在日本國外僅售出了124萬套遊戲。

## 外部連結
- （日語）魔物獵人攜帶版2nd G官方網站 （页面存档备份，存于）
- （日語）魔物獵人攜帶版2nd G for iOS （页面存档备份，存于）在iTunes上的页面